# Свети Никола (Градец)
Вижте пояснителната страница за други значения на Свети Никола.
„Свети Никола“ (на македонска литературна норма: Свети Никола) е възрожденска православна църква в село Градец, община Крива паланка, Северна Македония. Църквата е част от Кривопаланското архиерейско наместничество на Кумановско-Осоговската епархия на Македонската православна църква – Охридска архиепископия.
Църквата е построена в 1857 година. Представлява голяма еднокорабна постройка с открит трем от западната и частично от южната страна. От южната страна в източна посока е доизградена закрита трапезария. Църквата е била изцяло изографисана, като са оцелели част от стенописите, като най-значителен е Сваляне от кръста. Автор на стенописите е Георги Йерей. Резбованият иконостас, иконите на него и резбованите царски двери с позлата са дело на майстора от Дебърската художествена школа Евгений Попкузманов и са от 1869 г. Евгений Попкузманов изработва иконостаса, иконите на него и резбованите царски двери с позлата за църквата. Иконата на Свети Георги е надписана „На 1869 година априлїѧ 2: денъ изъ рȢки Евгенiѧ поп КȢзмановича ѿ Деборъ“. В десния протезис има надпис „ПодписȢвамъ каксе рукоположi асъ їкономъ попъ Георгiѧ: 1885 декѣм: 20 служiтелъ сей церкве“. В левия протезис в 7 колони с по 16 реда са молитвите за освещаване на църквата.